# Lotorp
Lotorp is een plaats in de gemeente Finspång in het landschap Östergötland en de provincie Östergötlands län in Zweden. De plaats heeft 715 inwoners (2005) en een oppervlakte van 96 hectare.